# محله هوایی اگوا دالسی
محله هوایی اگوا دالسی (به انگلیسی: Agua Dulce Airpark) یک فرودگاه همگانی بهره‌برداری هوایی است که یک باند فرود آسفالت دارد و طول باند آن ۱۴۰۲ متر است. این فرودگاه در کشور ایالات متحده آمریکا  قرار دارد و در ارتفاع ۸۱۱ متری از سطح دریا واقع شده‌است.